# Generador de reloj

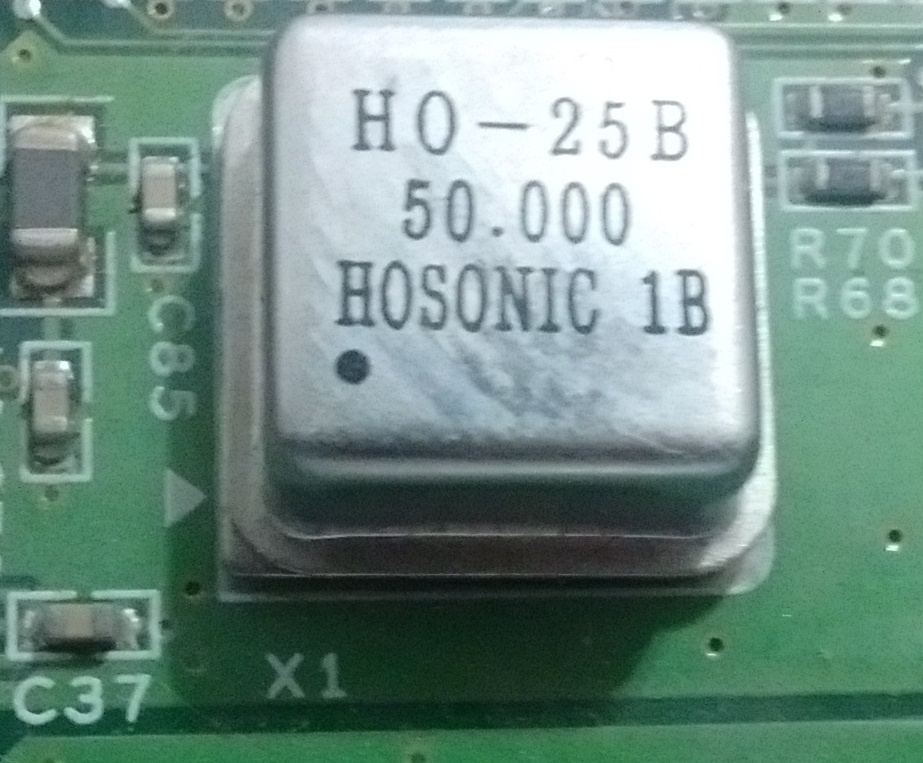
Generador de señal de reloj HO-25B, de 50MHz. Posee una salida de niveles lógicos de 3.3V compatible con familias lógicas HCMOS y TTL.

Se conoce como generador de reloj al componente que produce impulsos con una determinada frecuencia. Se puede tratar de componentes mecánicos, eléctricos, electrónicos o de conjuntos, que son necesarios para procesamiento de datos y para sincronizar. El generador de reloj suele servirse de un controlador en una unidad funcional.

## Labor
El generador de reloj produce los impulsos en una unidad funcional electrónica como puede ser, por ejemplo, un sumador. La frecuencia de reloj se especifica en hercios. En el caso de los procesadores el número de reloj es el valor con el que se indica la velocidad de cálculo, como por ejemplo 2000 Hz.

## Composición
El generador de reloj es a menudo un multivibrador corriente. El generador en ordenadores y en relojes suele ser un oscilador de cristal.
En los automóviles el generador de reloj para las luces intermitentes suele ser un relé con un temporizador. 